# 普穆塔山
18°1′48″S 69°1′12″W / 18.03000°S 69.02000°W

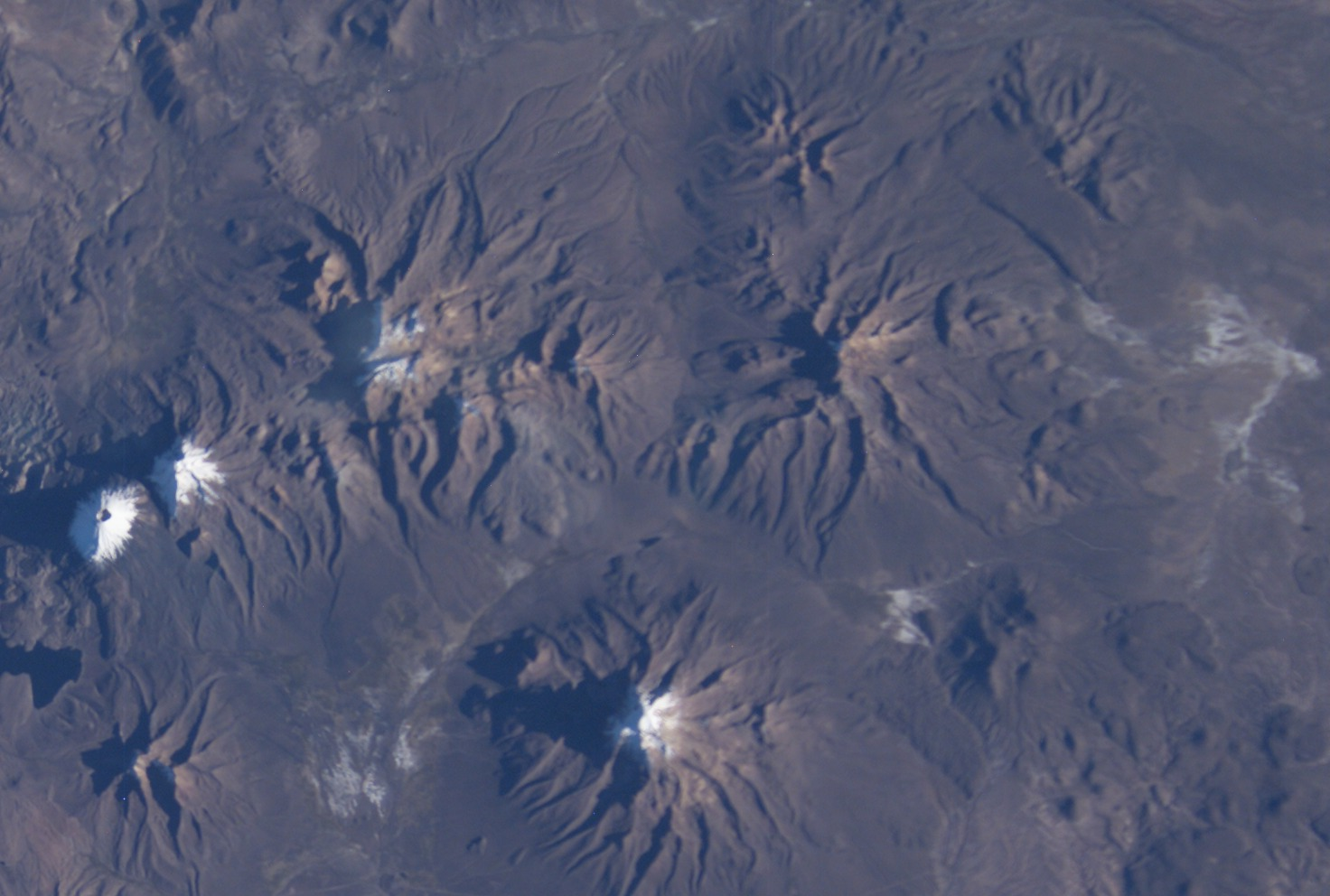

普穆塔山（Pumuta），是玻利維亞的山峰，位於該國西部奧魯羅省的薩亞馬省，處於薩哈馬火山西北面、哈查昆圖里里山西南面、昆圖里里山和希斯卡孔多里里山東北面，屬於安第斯山脈的一部分，海拔高度5,200米。